# Rio Cère
O rio Cère é um rio do Maciço Central que percorre os departamentos de Cantal, Corrèze e Lot, na França. Em cerca de 20 km, o seu percurso serve de limite entre o departamento de Corrèze (região Limousin) e Cantal (região Auvergne) e depois Lot (região Midi-Pyrénées).
Tem 120,4 km de extensão. É o mais importante afluente pela margem esquerda do rio Dordogne.
Ao longo do seu percurso banha os departamentos e comunas seguintes:
- Cantal:  Saint-Jacques-des-Blats, Thiézac, Vic-sur-Cère, Polminhac, Arpajon-sur-Cère, Saint-Étienne-Cantalès, Laroquebrou
- Corrèze: Camps-Saint-Mathurin-Léobazel
- Lot: Laval-de-Cère, Bretenoux, Biars-sur-Cère